# Калат ал Бахрейн
Калат ал Бахрейн (на английски: Qal'at al-Bahrain, (на арабски: قلعة البحرين), известен също като Бахрейнската крепост или португалската крепост, е археологически обект, разположен в Столичната провинция на Бахрейн, в близост до столицата Манама.
Археологическите разкопки, проведени след 1954 г., са открили останки от изкуствена могила с височина 12 м, която съдържа седем стратифицирани слоя, създадени от различни обитатели от 2300 г. пр.н.е. до 16 век, включително касити, гърци, португалци и перси. Вписан е като обект на световното наследство на ЮНЕСКО през 2005 г.
Крепостта и могилата Калат ал Бахрейн са разположени на североизточния връх на морския бряг на остров Бахрейн. Те са на 6 км от Манама на плодородния северен бряг.
Археологическите находки, открити в крепостта, разкриват историята на страната. Счита се, че районът е зает от около 5000 години и съдържа ценна информация за медната и бронзовата епоха на Бахрейн. В далечното минало селището е било столица на цивилизацията Дилмун. Според Епоса за Гилгамеш това е била „земята на безсмъртието“, мястото на предците на шумерите и мястото за среща на боговете.
Първата укрепление е било изградено преди около три хиляди години. Настоящата крепост датира от VI в. Обектът е определян като „най-важният обект от древността в Бахрейн“.
Първите разкопки на мястото са извършени от датска археологическа експедиция, ръководена от Джефри Биби между 1954 и 1972 г., а по-късно и от френска експедиция от 1977 г. От 1987 г. в археологическите експедиции участват и бахрейнски археолози.
Селищната могила обхваща площ от 16 723 м2. Разкопани са около 25% от обекта. Разкрити са структури от различен тип: жилищни, обществени, търговски, религиозни и военни, които свидетелстват за значението на комплекса като търговско пристанище през вековете.
Археологическите находки откриват седем цивилизации на градски структури, започващи от 2300 г. пр.н.е., включване в империята Дилмун, най-важната древна цивилизация в региона, а по-късно става забележителен елинистически обект. На върха на 12-метровата могила е изградена Qal`at al-Burtughal (португалската крепост), като наименованието „qal`a“, означаващо „крепост“ дава името на обекта.
Тъй като мястото е било столица на цивилизацията Дилмун, разкопките дават най-богатите останки от тази цивилизация, която дотогава е била известна само от писмените шумерски източници.
Комплексът съдържа различни области и стени, включително некропола Саар, некропола Ал-Хаджар, двореца Касите, некропола Мадимат Херманд, некропола Мадимат Иса, некропола Ал-Макша, двореца Упери, некропола Шахура и северната градска стена.
Разкопките на комплекса откриват от северната му страна и малко селище, единственото от този период в източна Арабия. То е било заселено от хора, които развивали селско стопанство в близост до оазиса, засаждали палми, отглеждали говеда, овце и кози, ловели са риба в Арабско море. Къщи са еднотипни, направени от груб камък с глина или хоросан, покрай оформени улици в посока север-юг с ширина 12 м.
Укрепленията и стените обхващат площ от 37 декара, като стените са изградени с различна дебелина с помощта на каменна зидария и са имали порти, които позволяват транспортиране и преминаване. В центъра е имало складове и дворец.
Мястото процъфтява до около 1700 г. след като е напуснато и се е покрило с морски пясък.
Голама част от селището е възстановена и експонирана за посещение на туристи. Срещу него е изграден исторически музей открит през 2008 г. В експозицията на музея са представени пет различни исторически периода, които са подредени хронологично, всеки в собствена отделна галерия.
- Крепостта около 1870 г.
- Изглед към Бахрейнската крепост
- Стълбище вътре в крепостта
- Арки в крепостта
- Външен изглед към крепостта
- Археологически разкопки на обекта